# Międzynarodowy Konkurs Pianistyczny „Halina Czerny-Stefańska in Memoriam”
Międzynarodowy Konkurs Pianistyczny „Halina Czerny-Stefańska in Memoriam” – konkurs pianistyczny dla młodych muzyków organizowany przez Akademię Muzyczną im. Ignacego Jana Paderewskiego w Poznaniu, zainicjowany w 2008 dla uczczenia Haliny Czerny-Stefańskiej, laureatki I nagrody na IV Międzynarodowym Konkursie Pianistycznym im. Fryderyka Chopina w 1949.

## Charakterystyka konkursu
Celem konkursu jest promocja młodych, zdolnych pianistów. Początkowo konkurs został zorganizowany we wrześniu 2008 pod nazwą Europejski Konkurs Pianistyczny „Halina Czerny-Stefańska in Memoriam”, będący hołdem ku czci wybitnej polskiej pianistki i patronki konkursu Haliny Czerny-Stefańskiej, a następnie od 2011 został przemianowany na Międzynarodowy Konkurs Pianistyczny „Halina Czerny-Stefańska in Memoriam”. Organizatorem konkursu jest Akademia Muzyczna im. Ignacego Jana Paderewskiego w Poznaniu. Inicjatorami i pomysłodawcami konkursu byli: ówczesna kierownik Katedry Fortepianu, Organów i Akordeonu poznańskiej uczelni prof. Alicja Kledzik oraz ówczesny rektor prof. Bogumił Nowicki (asystent Haliny Czerny-Stefańskiej w latach 1979–1982). Kolejne edycje konkursu odbywały się co trzy lata we wrześniu i miały zasięg międzynarodowy. Dyrektorem konkursu w latach 2011–2017 była prof. Alicja Kledzik, a przewodniczącą jury córka patronki konkursu, prof. Elżbieta Stefańska. Konkurs jest trójstopniowy, przesłuchania konkursowe złożone są z dwóch etapów oraz finału. Na V konkursie – jubileuszowym zorganizowanym w 100. rocznicę urodzin patronki – przewidziano główną nagrodę w wysokości 40 000 zł. Dwukrotnie w konkursie zwyciężyli polscy pianiści (Szymon Nehring i Krzysztof Książek). 

## Laureaci konkursu
| Laureaci i wyróżnieni |      |               |                   |                  |                               |                                                                               |
| Edycja                | Rok  | Grand Prix    | I miejsce         | II miejsce       | III miejsce                   | Wyróżnieni lub następne miejsca                                               |
| I                     | 2008 | Olga Steżko   | Przemysław Witek  | Radosław Sobczak | Jaekyung Yoo Paweł Kolesnikow | IV. Rinaldo Zhok V. Anna Sołowiewa VI. Hélène Tysman                          |
| II                    | 2011 | Nie przyznano | Denis Żdanow      | Kotaro Nagano    | Christopher Falzone           | Nie przyznano                                                                 |
| III                   | 2014 | Nie przyznano | Szymon Nehring    | Eka Bokuchava    | Andrzej Wierciński            | Łukasz Byrdy Kaori Kashimoto Suzuko Sakakibara                                |
| IV                    | 2017 | Nie przyznano | Krzysztof Książek | Jana Kostina     | Michał Dziewior               | Ha Dong-Wan Robert Maciejowski Theo Ranganathan Aleksandra Świgut Maciej Wota |
| V                     | 2022 | Nie przyznano | Diana Cooper      | Zhong Yonghuan   | Daiki Kato                    | Mateusz Krzyżowski Danyło Sajenko Jan Wachowski                               |